# Street of Crocodiles
Street of Crocodiles (traduït com Carrer dels Cocodrils) és un curtmetratge d'animació stop-motion de 21 minuts de durada, dirigit i produït pels germans Quay i estrenat l'any 1986
"The Street of Crocodiles" és originalment una col·lecció de relats escrits per Bruno Schulz. En ells l'autor recrea el seu món de la infància, on les coses encara han de ser descobertes. En comptes de representar literalment les memòries de Schulz, però, els animadors parteixen decaràcter anímic i els matisos psicològics de la història com a inspiració per a la seva pròpia creació.

## Trama
Un home tanca una sala d'actes, escup dins d'una caixa i talla la corda que sosté un titell musti. Alliberat, aquest titella explora amb cautela les habitacions enfosquides al seu voltant. L'ambient desolat i la partitura musical inquietant estan destinades a transmetre una sensació d'aïllament i inutilitat. A mesura que el curt continua, la muda protagonista explora un regne descrit com "realitats mecàniques i plaers fabricats". Mentre la protagonista fa la tria d'unir-se a aquest món, la càmera revela lentament com de poc satisfactori és realment l'entorn.

## Temàtiques
A més de fortament metafòrica, aquesta peça també exemplifica el caràcter exterimental i curiós del treball dels Quay. En compes d'examinar el simbolisme potencial d'alguns accessoris com són els cargols, la pols, la carn i les joguines de corda, molts dels plans semblen centrar-se en els moviments i les cracaterístiques inherents dels materials. Com fan a la majoria de les seves pel·lícules, els germans Quay fan servir una estructura fonamentada per la musicalitat més que per una narració senzilla i literal.

## Influència i Llegat
La versió "no oficial" en DVD del vídeo Closure de Nine Inch Nails conté un clip en el qual Mark Romanek, director del vídeo de "Closer", explica que el vídeo va estar molt influenciat per aquesta animació.
Com homenatge als germans Quay, Christopher Nolan va fer un documental anomenat Quay que també inclou aquesta pel·lícula.

## Reconeixement de la crítica
Terry Gilliam va seleccionar Street of Crocodiles com una de les deu millors pel·lícules d'animació de tots els temps. El crític Jonathan Romney va anar encara més enllà, votant-la com una de les deu millors pel·lícules de tots els temps en l'enquesta decennal de crítics de 2002 per a la revista Sight & Sound.

## Detalls del llançament
La pel·lícula està disponible a través de dos llançaments separats de DVD/VHS. El primer va ser produït l'any 2000 per Kino on Video, amb seu a Nova York, i publicat a NTSC. Titulat The Brothers Quay Collection: Ten Astonishing Short Films 1984–1993, està actualment exhaurit. La segona edició va ser produïda pel BFI a Londres i es va estrenar el novembre de 2006. El conjunt de dos discos, titulat Quay Brothers – The Short Films 1979–2003, ha estat llicenciat a Zeitgeist Films a Nova York, que va treure el seu propi DVD Phantom Museums - The Short Films of the Quay Brothers l'abril de 2007. Les versions BFI i Zeitgeist inclouen un comentari d'àudio opcional dels Quay, gravat a Londres el maig de 2006.
Els curtmetratges recopilats es van estrenar en Blu-ray el 20 d'octubre de 2015.